# RAC Tourist Trophy 1953
Navigation
Édition précédente Édition suivante
Le RAC Tourist Trophy 1953, disputées le 5 septembre 1953 sur le circuit de Dundrod, est la sixième manche du Championnat du monde des voitures de sport 1953.

## Course

### Classement de la course
| Pos. | N° | Classe | Pilotes           | Pilotes              | Écurie              | Châssis                           | Tours | Abandons          |
| ---- | -- | ------ | ----------------- | -------------------- | ------------------- | --------------------------------- | ----- | ----------------- |
| 1st  | 20 | S3.0   | Peter Collins     | Pat Griffith         | Aston Martin        | Aston Martin DB3S                 | 106   |                   |
| 2nd  | 18 | S3.0   | Reg Parnell       | Eric Thompson        | Aston Martin        | Aston Martin DB3S                 | 106   |                   |
| 3rd  | 7  | S5.0   | Stirling Moss     | Peter Walker         | Jaguar Cars Ltd.    | Jaguar C-Type                     | 103   |                   |
| 4th  | 22 | S3.0   | Tony Gaze         | Graham Whitehead     | Graham Whitehead    | Aston Martin DB3                  | 102   |                   |
| 5th  | 21 | S3.0   | Bob Dickson       | Desmond Titterington | Bob Dickson         | Aston Martin DB3                  | 101   |                   |
| 6th  | 25 | S2.0   | Ken Wharton       | C. Ernie Robb        | Frazer Nash Ltd.    | Frazer Nash Le Mans MK II         | 101   |                   |
| 7th  | 12 | S5.0   | Joe Kelly         | Jack Fairman         | Joe Kelly           | Jaguar C-Type                     | 98    |                   |
| 8th  | 27 | S2.0   | Bob Gerard        | David Clarke         | Frazer Nash Ltd.    | Frazer Nash Le Mans               | 95    |                   |
| 9th  | 36 | S1.5   | Pierce Cahill     | Redmond Gallagher    | Redmond Gallagher   | Gordini T15S                      | 86    |                   |
| 10th | 40 | S1.5   | Peter Jackson     | Peter Lane           | Peter Jackson       | Lester-MG T51                     | 86    |                   |
| 11th | 28 | S2.0   | Rodney F. Peacock | Gerry Ruddock        | Roy Peacock         | Frazer Nash Le Mans               | 82    |                   |
| 12th | 44 | S1.5   | Raymond Flower    | George Phillips      | Gregor Grant        | MG TD                             | 81    |                   |
| 13th | 35 | S1.5   | Peter Reece       | Gil Tyrer            | Peter Reece         | Singer SM1500                     | 81    |                   |
| 14th | 49 | S750   | Georges Trouis    | Alfred Hitchings     | Ecuire Jendy Bonnet | D.B. HBR Panhard                  | 74    |                   |
| DNF  | 33 | S2.0   | C. P. Hazelhurst  | P. H. Thompson       | Kieft Cars          | Kieft-Bristol                     | 62    | Accident          |
| DNF  | 50 | S750   | ”Pousse”          | Jeff Sparrowe        | Ecuire Jendy Bonnet | D.B. HBR Panhard                  | 59    | ?                 |
| DNF  | 8  | S5.0   | Peter Whitehead   | Ian Stewart          | Jaguar Cars Ltd.    | Jaguar C-Type                     | 51    | Boîte de vitesses |
| DNF  | 34 | S2.0   | Ian Burgess       | Austen Nurse         | Kieft Cars          | Kieft-Bristol                     | 46    | ?                 |
| DNF  | 32 | S2.0   | John Fitch        | Peter Wilson         | Frazer Nash Ltd.    | Frazer Nash Le Mans Replica Mk II | 44    | Perte d'une roue  |
| DNF  | 30 | S2.0   | Lawrence Mitchell | Peter Scott-Russell  | Lawrence Mitchell   | Frazer Nash High Speed            | 42    | Accident          |
| DNF  | 19 | S3.0   | Roy Salvadori     | Dennis Poore         | Aston Martin        | Aston Martin DB3S                 | 33    | Accident          |
| DNF  | 43 | S1.5   | Brian McCaldin    | Charles Manusell     | Brian McCaldin      | MG TD                             | 29    | Roulements        |
| DNF  | 41 | S1.5   | Ted Lund          | William Robinson     | Ted Lund            | Jowett Jupiter                    | 15    | Suspension        |
| DNF  | 32 | S2.0   | David J. Calvert  | Richard Green        | Kieft Cars          | Kieft-Bristol                     | 10    | Accident          |
| DNF  | 6  | S5.0   | Tony Rolt         | Duncan Hamilton      | Jaguar Cars Ltd.    | Jaguar C-Type                     | 5     | Boîte de vitesses |
| DNF  | 39 | S1.5   | Horace Gould      | I.D. Lewis           | Horace Gould        | Cooper-MG T21                     | 2     | Direction         |
| DNF  | 14 | S5.0   | John Manussis     | Gerry Dunham         | Ecurie Kenya        | Jaguar C-Type                     | 1     | Accident          |
| DNS  | 17 | S5.0   | George Abecassis  | Lance Macklin        | H W Motors          | HWM-Jaguar 108                    |       | Axe d'arbre       |

- Meilleur tour en course : Peter Walker, 5 min 01 s

### Vainqueurs de classe
| Classe                | Vainqueurs | Voitures                  | Pilotes            |
| --------------------- | ---------- | ------------------------- | ------------------ |
| Class C – Sports 5000 | 7          | Jaguar C-Type             | Moss / Walker      |
| Class D - Sports 3000 | 20         | Aston Martin DB3S         | Collins / Griffith |
| Class E – Sports 2000 | 25         | Frazer Nash Le Mans Mk II | Wharton / Robb     |
| Class F – Sports 1500 | 36         | Gordini T15S              | Cahill / Gallagher |
| Class H – Sports 750  | 49         | D.B. HBR Panhard          | Trouis / Hitchings |